# Asim
Asim ist ein männlicher Vorname.

## Herkunft und Bedeutung des Namens
Der Vorname stammt aus dem Arabischen und bedeutet übersetzt so viel wie Beschützer oder Wächter, aber auch der Große, der Zeitlose.

## Namensträger
- Asim Issabekow (* 1960), kirgisischer Politiker
- Asim Ferhatovic-Hase (1933–1987), bosnischer Fußballspieler.
- Asım Bezirci (1927–1993), alevitischer Dichter